# Музей на глобусите
Музеят на глобусите (на немски: Globenmuseum) е разположен в двореца Молард във Виена. Той е част от Националната библиотека на Австрия. Открит е през 1956 г. и е единственият публичен музей в света за глобуси – триизмерни модели на Земята, други планети и небесната сфера.

## История
Още през XIX век в Имперската библиотека във Виена, която е предшественик на Националната библиотека на Австрия, се помещава колекция от глобуси. Глобусите в тази колекция са придобити или чрез закупуване, или като подаръци – например Винченцо Коронели създава два глобуса за император Леополд I, като всеки глобус има гравиран портрет на императора и надпис.
През 1921 г. географът Юген Оберхумер прави опис на колекцията от императорски глобуси и намира много от тях, с различни размери из дворцовите зали. През 1922 г. тези глобуси са били предадени за съхранение в Националната библиотека, където от 1948 г. има 28 глобуса. В годишния доклад на директора на колекцията през 1948 г. е отбелязано, че глобусите са едни от най-рядко използваните елементи за колекциониране и е добре да бъдат събрани на едно място.
През 1956 г. Националната библиотека открива Музея на глобусите с общо 63 експоната. Има глобуси от имперската колекция и от колекциите на Международното дружество за изследване на глобусите Коронели, както и на картографа Робърт Хаард, който е инициатор за създаването на музея.
Музеят първоначално се помещава в двореца Хофбург, а впоследствие за него е отреден специален дворец, част от ансамбъла. През първите 30 години на музея, колекцията нараства до 245 експоната чрез закупуване, подаръци или обмен с други музеи. През 1996 г. музеят има 260 експоната. В днешно време са 686 експоната. От края на 2005 г. музеят се помещава в двореца Молард.
Най-старият експонат в колекцията е глобусът на Гема Фризиус от около 1536 г. Важни са глобусите на Винченцо Коронели (110 cm в диаметър) и два глобуса от Герардус Меркатор от 1541 и 1551 г. Колекцията включва и допълнителни предмети като зодиакални сфери, планетарни глобуси, астрономически инструменти, в които глобусът представлява компонент.